# شتيفان أولريش
شتيفان أولريش (بالألمانية: Stefan Ullrich)‏ هو مجدف ألماني، ولد في 20 فبراير 1965.

## وصلات خارجية
- شتيفان أولريش على موقع الاتحاد الدولي للتجديف (الإنجليزية)